# Југозападни регион
Југозападни статистички регион јесте једна од 8 статистичких региона Северне Македоније. Управно средиште области је град Охрид.

## Положај
Југозападни статистички регион се налази у југозападном делу земље и има државну границу на западу са Албанијом. Са других страна област се граничи са другим областима:
- север — Полошки регион
- североисток — Скопски регион
- исток — Вардарски регион
- југоисток — Пелагонијски регион

## Општине
- Општина Вевчани
- Општина Дебар
- Општина Дебарца
- Општина Кичево
- Општина Македонски Брод
- Општина Охрид
- Општина Пласница
- Општина Средиште Жупа
- Општина Струга

Године 2013. укинуте су 4 општине: Вранештица, Другово, Зајас и Осломеј.

## Становништво
Југозападни статистички регион имао је по последњем попису из 2002. г. 221.651 становника, од чега у самом граду Охриду 42.033 ст.
| Година пописа | Становништво | Промена |
| ------------- | ------------ | ------- |
| 1994.         | 211.046      | н/п     |
| 2002.         | 221.546      | +4,98%  |

Према народности састав становништва 2002. године био је следећи:
|           | Број    | Постотак |
| Укупно    | 173.814 | 100%     |
| Македонци | 107.565 | 48,52%   |
| Албанци   | 82.418  | 37,18%   |
| Турци     | 21.266  | 9,59%    |
| Роми      | 2.813   | 1,26%    |
| остали    | 2.046   | 0,92%    |